# Vodenica
Vodenica se prvenstveno odnosi na mlin (dobijanje brašna)  koji pretvara hidroenergiju u rotacionu energiju pomoću vertikalnog ili horizontalnog vodeničkog točka sa perima. Voda, obično reka ili manji potok mehanički pokreće vodenični točak, koji takođe sistemom vratila pokreće mlinski kamen. Mlinski kamen rotira na stacionarnom kamenu, a mlivo (obično žitarice) polagano ulaze u sredinu mlinskog kamena iz nasipne kupe a sa strane se dobija brašno koje treba posle toga sejati.
U zavisnosti od mesta gdje su građene, bile su potočare, odnosno one građene na potocima, i lađarice na rekama. Od  12. veka prenošenjem iskustva iz prostora Vizantije pojavljuju se u ostalom delu Evropi vodenice na potocima i rekama. U to vreme, pojavili su se na evropskim rekama plivajući mlinovi kakvi su već bili razvijeni u Vizantiji. Vodenice lađarice su obično bile veće i s obimnijim kapacitetom. One su bile ukotvljene u blizini obale reke, a po potrebi imale su mogućnost premeštanja u zavisnosti od vodostaja. Zimi su redovno premeštane u zimovnik ili su ih izvukli na samu obalu kako bi ih zaštitili od plovećih santi leda. Vodenice-lađarice su se sastojale od dve lađe povezane sa vodoravnom osovinom na kojoj su bile pričvršćene lopate za zahvat vode koja je pokretala ceo sistem. Prenos horizontalne rotirajuće sile se putem zupčanika prenosila na uspravnu osovinu sa žrvnjem na kraju. Ceo proces mlevenja se odvijao u većoj lađi koja je bila zatvorena i pokrivena daskama. U toj prostoriji pored potrebnih alata za popravku bio je smešten i krevet za odmaranje mlinara. Druga, mala lađa ili čamac služio je uglavnom kao oslonac osovini sa lopaticama. Rad i održavanje lađarica je bio mnogo složeniji nego kod vodenica-potočara, a zahtevao je više stručnosti i više posla za mlinare koji su uglavnom bili iz redova tesara. Imena su dobijale po rekama na kojima su građene: dunavke na Dunavu, moravke na Moravi, drinke na Drini, savke na Savi. Po položaju vodeničnog točka postoje dva tipa vodenica: sa vertikalnim i sa horizontalnim točkom. U oba slučaja mlinski kamen se uvek kreće horizontalno, direktno pomoću vratila ili kod vertikalnih pomoću sistema zupčanika.
Voda reke ili potoka dotiče jarkom, koji se zove jaz, na mlinski točak, čija rotacija pokreće pokretni, rotacioni, horizontalni, mlinski kamen, čijim se vrtenjem po nepokretnom mlinskom kamenu melje ubačeno žito između njih
Prvi zapisi o vodenicama potiču iz I veka pre n.e. od strane Antipate iz Soluna.
Vodenice su bile uobičajen prizor u Evropi do početka industrijske revolucije, a u Srbiji su bile česte do kraja 60-tih XX veka.
Vodenice na potocima se zovu potočare. Vodenice mogu biti građene od različitih građevinskih materijala. Tako postoje vodenice brvnare, zidane vodenice i sl.

## Vodenica potočara (galerija)
Vodenica potočara u selu Donja Borina, opština Mali Zvornik je porednička, što znači da ima više vlasnika koji je koriste po unapred određenom redu i vremenu.

## Vodenički rečnik
- Vodenica je drvena ili zidana zgrada (ili kombinacija brvana i zidanog dela) u kojoj se žito melje u brašno, jarmu ili bangur.
- Brana je pregrada na vodotoku koja vodu usmerava u jaz kojim ona otiče do vodenice; mora biti uzvodno od zgrade vodenice, i mora imati visinsku razliku u odnosu na zgradu kako bi voda tekla jazom.
- Jaz je kanal od brane do vodenice kojim voda dotiče do bukve ili badnja.
- Podjaz je zemljište oko jaza (dovodnog kanala).
- Ustava se nalazi ispred bukve i ona zaustavlja vodu iz jaza i pušta je u bukvu.
- Bukva je drvena, a u novije vreme metalna, cev koja vodu iz jaza usmerava na vodeničko kolo ili vitlo; dimenzije bukve zavise od količine vode koja protiče jazom i visine pada vode od jaza do vodeničkog točka.
- Žljeb (korito) se koristi kao zamena za bukvu, otvorenog je tipa, ali se ređe koristi.
- Cipun je suženje na donjem kraju bukve kroz koji pod pritiskom izlazi voda iz jaza, udara u lopatice točka i okreće ga.
- Kamen za mlevenje se nalazi u zgradi vodenice; sastoji se od donjeg šireg nepokretnog kamena i gornjeg pokretnog koji je spojen sa vrhom vretena vitla; kamen mora biti posebne tvrdoće, a podseca se kada se uglača od mlevenja; žito upada između ova dva kamena i melje se.
- Koš je iznad gornjeg kamena i u njemu se nalazi žito koje kroz suženje ispada u otvor gornjeg pokretnog kamena.
- Čeketalo je mala letvica između koša i gornjeg kamena koja udara u kamen i odskače, pa tako pokreće čanak na dnu koša iz kojeg ispada žito.
- Okance je otvor na gornjem delu pokretnog kamena u koji upada žito iz koša.
- Ključanica je naprava kojom se zaustavlja ispadanje žita iz koša.
- Okoliš je ograda oko kamena koja sprečava da se brašno prosipa, već da pada u mučnjak.
- Izmetalo je prolaz kroz koji pada brašno.
- Paprica je udubljenje u kamenu sa donje strane.
- Mučnjak je drveni sanduk u koji upada brašno.
- Stolica je naprava za skidanje vodeničkog kamena.
- Preslica je gvozdeni deo koji se nalazi na paprici.
- Kobila je poluga za podizanje i spuštanje vodeničkog kola; time se reguliše brzina obrtanja kola, odnosno koliko se brašno sitno melje.
- Zapinjača je drvena poluga kojom se zaustavlja vitlo.
- Ujam je količina brašna koju vodeničar uzima od pomeljara za usluge mlevenja; za kukuruz je iznosio 5%, za pšenicu 6%, a za ječam ili zob 1%.

## Zanimljivosti
Dva naziva mesta u Albaniji nose ime po rečima vezanih za mlin. Ujmište i Vau-i-Mulinavet.
Ivan Jastrebov je zapisao o nazivu sela Ujmište da su mu ljudi iz tog kraja pričali da se to selo zvalo Ujamište. Po njima, naziv je dobio po tome što je od starine, kod tog sela na Drimu, postojalo nekoliko vodenica (mlinova) gde se mlelo žito. Ujmište je od reči ujam (srpski) koja označava deo koji se daje u zajam, u zamenu za mlevenje. Ujmiti, unajmiti. I jedan prelaz na Drimu u oblasti Zadrima nosi srpsko ime za mlin, Vau-i-Mulinavet. Prijelaz je bio blizu sela Baldrena i vodio je do vodenice (mulinavet znači mlin, vodenica).

## Galerija
- Rekonstruisano rimsko vodeno kolo, London
- Ilovačića vodenica
- Дрвена воденица у парку "Капилано висећи мост" у Ванкуверу у Канади

## Literatura
- Миловановић, Михаило (1995). Савинац у таковском крају: село Шарани и село Дренова. Београд: Одбор за проучавање села САНУ.
- Gauldie, Enid (1981). The Scottish Miller 1700 - 1900. Pub. John Donald. ISBN 978-0-85976-067-6.
- Lewis, M. J. (1997). Millstone and Hammer: the origins of water power. University of Hull Press. ISBN 978-0-85958-657-3.
- Pacey, Arnold (1991). Technology in World Civilization: A Thousand-year History. The MIT Press. ISBN 978-0-262-66072-3.
- Reynolds, Terry S. (1983). Stronger Than a Hundred Men: A History of the Vertical Water Wheel. Johns Hopkins University Press. ISBN 978-0-8018-7248-8.

## Spoljašnje veze
- Watermills in Byzantine Textual Tradition (4th - 12th cenuries) by Sophia Germanidou
- Watermills in Bizantine Greece (fifth-twelfth centuries) a preliminary approuch to the archaelogy of Bizantine hydraulic milling technology by Sophia Germanidou
- Vodeničar (Stari zanati - AgroTV - Zvanični kanal)
- Enciklopedija za radoznale: Vodeničar sa Morave (RTS Kulturno-umetnički program-Zvanični kanal)
- Enciklopedija za radoznale: Sretenovića vodenica (RTS Kulturno-umetnički program - Zvanični kanal)
- Enciklopedija za radoznale: Lajkovačka vodenica (RTS Kulturno-umetnički program - Zvanični kanal)
- Vodenica iz stare ere (Politika, Sanja Stijović, 9. oktobar 2018)
- 17 Jun 2003, Deutsche Welle: The World's First Underwater Windmill Starts Turning
- U.S. Mill Pictures and Information
- Tidal power station
- Mill database with over 10000 european mills Архивирано на веб-сајту  (21. јануар 2014)
- Watermills in Norfolk, England
- Mills in Hampshire, England
- Upwey Mill, Weymouth, Dorset
- The International Molinological Society (TIMS)
- The Society for the Preservation of Old Mills (SPOOM)
- Tidal mill in London Архивирано на веб-сајту  (17. мај 2011)
- Божовић, Јелена (13. 8. 2020). „У чему је магија брашна из воденица поточара – стари изум издржава терет векова”. Радио-телевизија Србије. Приступљено 13. 8. 2020.